# Qeqertalik Kommune
Kommune Qeqertalik er en ny kommune i Grønland dannet 1. januar 2018 ved udskillelse af fire sydlige distrikter fra den tidligere Qaasuitsup Kommune. Den har omkring 6.500 indbyggere på 62.400 km². Rådhuset ligger i Aasiaat.

## Geografi
Qeqertalik Kommune grænser mod syd op til Qeqqata Kommune og mod nord til Avannaata Kommune. Mod øst grænser kommunen på indlandsisen op til Sermersooq Kommune langs den 45. vestlige længdegrad.
Qeqertalik består af hovedparten af lokalsamfundene omkring Diskobugten, hvis nordøstlige kyst og Nuussuaq halvøen dog tilhører nabokommunen Avannaata.

## Byer og bygder
- Aasiaat distrikt
  - Aasiaat (Egedesminde)
  - Akunnaaq
  - Kitsissuarsuit (Hunde Ejlande)
- Kangaatsiaq distrikt
  - Kangaatsiaq
  - Attu
  - Iginniarfik
  - Ikerasaarsuk
  - Niaqornaarsuk
- Qasigiannguit distrikt
  - Qasigiannguit (Christianshåb)
  - Ikamiut
- Qeqertarsuaq distrikt
  - Qeqertarsuaq (Godhavn)
  - Kangerluk

## Borgmester og kommunalbestyrelse
I forbindelse med opdelingen af Qaasuitsup Kommunea valgtes der i april 2017 et overgangsudvalg på 15 medlemmer i den fremtidige Kommune Qeqertalik . Ved etableringen af Kommune Qeqertalik 1. januar 2018 tiltrådte overgangsudvalget som kommunalbestyrelse i den nye kommune frem til kommunalvalget i april 2021, og Ane Hansen fra Inuit Ataqatigiit blev valgt som borgmester.